# مالزیایی‌های چینی‌تبار در پنانگ
مالزیایی‌های چینی‌تبار در پنانگ (به انگلیسی: Penangite Chinese) نژاد مالزیایی‌های چینی‌تبار هستند که بخشی از اصل و نسب آنها، یا اصل و نسب آنها به صورت کامل به چینی‌هایی بر می‌گردد که وارد ایالت پنانگ شده‌اند یا زندگی می‌کنند. در سال ۲۰۲۰، نزدیک ۴۵ درصد از جمعیت پنانگ به گروه قوم چینی تعلق داشت، که باعث شد این قوم، بزرگ‌ترین جامعه قومی در ایالت لقب بگیرد.
بیشتر مالزیایی‌های چینی‌تبار پنانگ، نوادگان چینی‌های مستعمره نشین، بازرگان، حسابدار، بازاری، کارگر و مهاجرینی که بین قرن هجده و قرن بیست از چین جنوبی به پنانگ کوچ نمودند، می‌باشند. در میانهٔ قرن نوزده، جرج تاون، مرکز پنانگ، سرای جامعه برجسته پراناکان بود، که به علت وفاداری به تاج‌وتخت بریتانیا به چینی عالی مقام معروف بودند.